# Butchered at Birth
Butchered at Birth este un album al trupei Cannibal Corpse lansat în 1991 prin casa de discuri Metal Blade Records.

## Piese
1. "Meat Hook Sodomy" – 5:47
2. "Gutted" – 3:15
3. "Living Dissection" – 3:59
4. "Under the Rotted Flesh" – 5:04
5. "Covered with Sores" – 3:15
6. "Vomit the Soul" – 4:29
7. "Butchered at Birth" – 2:44
8. "Rancid Amputation" – 3:16
9. "Innards Decay" – 4:38
10. "Covered with Sores" (Live)